# Fukuoka

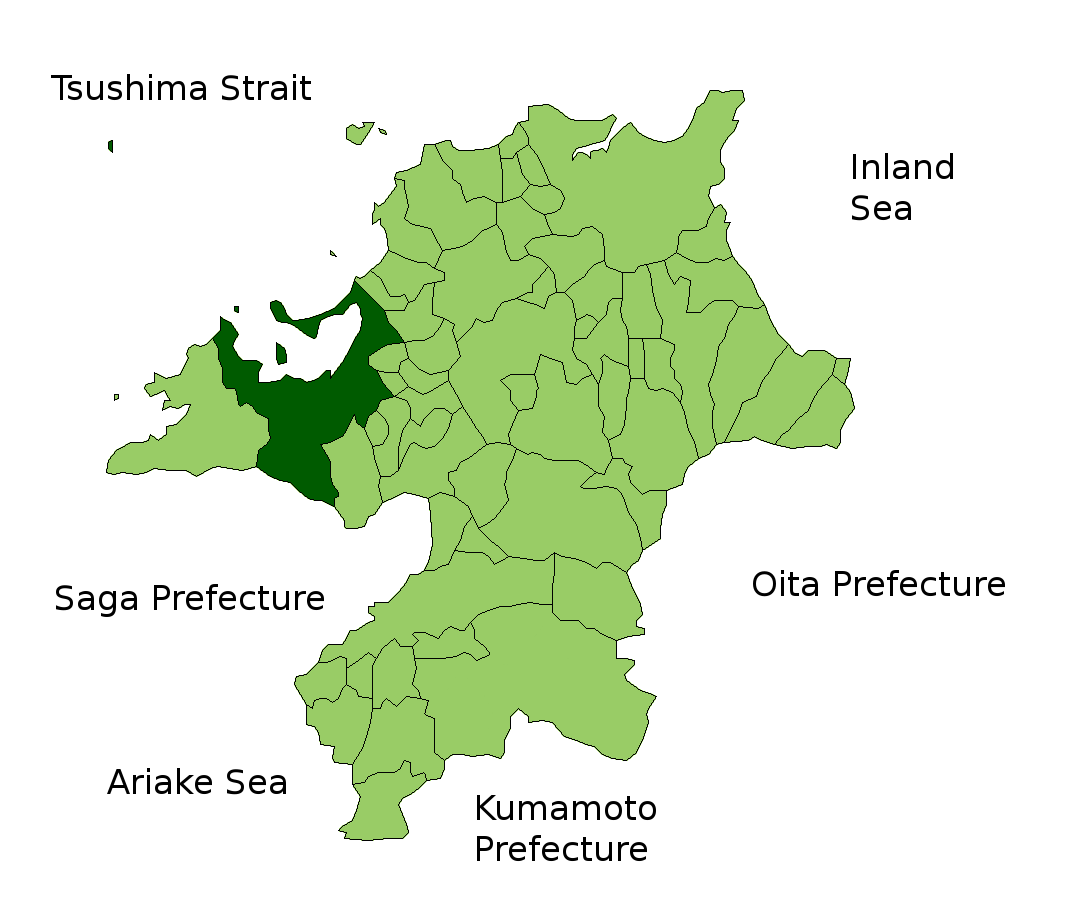

Fukuoka (福岡市 Fukuoka-shi?) este un municipiu din Japonia, centrul administrativ al prefecturii Fukuoka.

## Legături externe
1. ↑   https://www.city.fukuoka.lg.jp/shisei/profile/03.html, accesat în 25 mai 2024 Lipsește sau este vid: |title= (ajutor)
2. ↑  Elevation of Fukuoka, Fukuoka Prefecture, Japan (în engleză)
3. ↑   https://www.timegenie.com/city.time/jpfuk Lipsește sau este vid: |title= (ajutor)
4. ↑  事業所の個別郵便番号検索／福岡市役所の検索結果／日本郵便 (în japoneză), accesat în 31 martie 2023